# Coordenadas bicéntricas

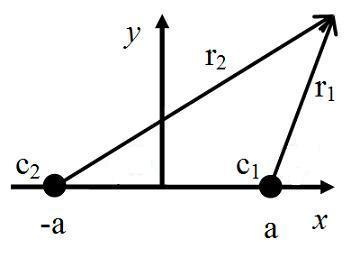
Coordenadas bicéntricas

En matemáticas, las coordenadas bicéntricas (también denominadas coordenadas bipolares de dos centros) son un sistema de coordenadas, basado en dos coordenadas que dan las distancias desde dos centros fijos, {\displaystyle c_{1}} y {\displaystyle c_{2}}. Este sistema es muy útil en algunas aplicaciones científicas (como por ejemplo, calcular el campo eléctrico de un dipolo en un plano).

## Transformación a coordenadas cartesianas
La transformación a coordenadas cartesianas {\displaystyle (x,\ y)} a partir de coordenadas bicéntricas {\displaystyle (r_{1},\ r_{2})} tiene las expresiones
{\displaystyle x={\frac {r_{2}^{2}-r_{1}^{2}}{4a}}}
{\displaystyle y=\pm {\frac {1}{4a}}{\sqrt {16a^{2}r_{2}^{2}-(r_{2}^{2}-r_{1}^{2}+4a^{2})^{2}}}}
donde los centros de este sistema de coordenadas están en {\displaystyle (+a,\ 0)} y {\displaystyle (-a,\ 0)}.

## Transformación a coordenadas polares
Cuando x> 0, la transformación a coordenadas polares a partir de coordenadas bicéntricas es
{\displaystyle r={\sqrt {\frac {r_{1}^{2}+r_{2}^{2}-2a^{2}}{2}}}}
{\displaystyle \theta =\arctan \left({\frac {\sqrt {r_{1}^{4}-8a^{2}r_{1}^{2}-2r_{1}^{2}r_{2}^{2}-(4a^{2}-r_{2}^{2})^{2}}}{r_{2}^{2}-r_{1}^{2}}}\right)}
donde {\displaystyle 2a} es la distancia entre los dos centros del sistema de coordenadas.